# Троп
Тропите са единици (думи, словосъчетания, изречения), които представляват израз, реализиращ преносен смисъл – напр. олицетворение, метафора, метонимия, ирония, алегория, хипербола и др.
Стилистични (или още реторични) фигури – художествените изразни средства, които се основават на определен тип формални или смислови отношения между изрази (напр. антитеза, контраст, инверсия и др.), на много единични или многократна проява на някакъв специфичен структурен, смислов или интонационен модел (напр. градация, синтактичен и образен паралелизъм, реторичен въпрос и др.)

## Тропи
Алегория – при този вид метафора отвлечено понятие за нравствено качество на човека се изразява чрез предмет, явление, животно. Например в пословици, поговорки, басни чрез образи на животни се представят положителни или отрицателни качества на човека – лъв – смелост, заек – страх, лисица – хитрост, вълк – алчност, змия – коварство, магаре – упорство, мечка – груба сила, мравка – трудолюбие, щурец – безгрижие и др.
Метонимията – свързва два обекта на базата на някаква зависимост между тях.
Метонимиите биват например по:
- общност на мястото – Върхът отговори с други вик (Иван Вазов) – вместо „опълченците, които са на върха“;
- общност на действието – Трионът, теслата, длетото, брадвата не си почиваха по цели дни (Елин Пелин) – вместо „майсторите с трион, тесла, длето, брадва“;
- принадлежност на обекта – Повзри се в живота, и ето ти Ботев, и ето ти цяла поема (Никола Йонков Вапцаров) – вместо „идеите, творчеството на Ботев“;
- съотношение между материал и продукт – желязото срещат с железни си гърди (Иван Минчов Вазов) – вместо „железните оръжия“;
- съотношение съд и съдържание – тя ставаше скъперница и броеше чашките на стареца (Елин Пелин) – вместо „количеството вино в чашките“ и др.

Синекдохата е с характеристики, много близки до метонимията. При нея видовото название представя родовото.
Например
- хляб вместо храна;
- член на класа представя целия клас – Полякът люби и пролива кръвта си за всичко, що е полско…

Българинът, напротив, каквато омраза храни против турчина, такава… и към чорбаджията и духовенството (Христо Ботев);
- частта представя цялото – при теб дойдох, о, бащино огнище (Иван Минчов Вазов) – вместо „бащин дом“,

Оксиморонът е вид стилистично средство – троп, съчетание на привидно несъчетаеми, противоположни понятия (антитези), което създава контрастна изразителност на тяхната образност. Например „сладка мъка“ или „Живият труп“ (Лев Николаевич Толстой). Разглежда се като разновидност на метафората.
Хиперболата се гради върху силно преувеличение на количество и качество,
срв.: Далече, / цял век далече са от мен / миражите на вчерашния ден (Пейо Яворов).
Литотата е противоположна на хиперболата – чрез нея се осъществява омаловажаващо, сдържано утвърждаване на някакво положително качество или определени признаци се представят като едва забележими и дори липсващи,
напр. имам си мъжленце – нося си го в кошничка (народна песен); ти не си лишен от дарбица книжовна (Стоян Николов Михайловски).

## Фигури

### Типове фигури
Основно разграничение: фигури на речта и фигури на мисълта. Към първия тип най-общо се отнасят лексикалните средства, фигури които са една дума, това са по-опростеният тип фигури като сравнение и прочее. Фигурите на мисълта имат по-сложен характер и могат да се отнасят до концепциите. Например метафората може да е фигура на речта, но и фигура на мисълта в зависимост от конкретната употреба.

### Фигури на речта (реторични)
Антитеза – съпоставят се противоположни понятия или съждения с цел чрез изтъкнатия между тях контраст да се постигне изразителност на речта.
Антитезата според смисловото си съдържание може да има различни варианти:
1. Един предмет на речта с два противоположни признака. Той е ту весел, ту тъжен. Тя понякога плаче, понякога се смее. Тук се разкрива сложната и противоречива същност на предмета на речта
2. Два отделни предмета на речта с противоположни признаци Иван е учен, честен, смел. докато Стоян е глупав, подъл, страхлив.
3. Два противопоставени предмета на речта със свои характеристики.

Контрастът е много близък до антитезата, но е противопоставяне на разгърнати цялости – картини, образи, описания на душевни състояния и др. Може антитезата да е в основата на контраста както в цитирания пример от „Черна песен“ на Димчо Дебелянов.
Оксиморон – чрез тази фигура предметът на речта се характеризира с противоречащ на неговата същност признак. По този начин едното понятие изключва другото. Така получената смислова цялост допринася за изразителността на речта: жив труп, умен глупак, говорещо мълчание, голям малък човек, плаче смеейки се.
Градация – при тази фигура началното значение се степенува възходящо.
Градирането на значението се постига чрез възходящи по значение митонимни изрази, чрез уточняване на признака с допълнителни думи. Във всеки следващ израз значението се разраства, емоционалният тон на изказ също се градира.
Инверсия – буквално значи обръщане на словореда. Тази фигура е широко разпространена в българския фолклор и в личното творчество, особено в поезията,
срв. Соломон, тоя тиран развратен (Христо Ботев);
И когато потъмнеят висините ведросини (Христо Ясенов).
Реторичният въпрос е зададен не за да получи отговор, а за да съсредоточи вниманието на реципиента върху определен проблем – Защо в таквоз усилно време криеш себе си, господи? Защо? (Йордан Стефанов Йовков).
Паралелизъм е стилистична фигура, чрез която се съпоставят образи (образен), епизоди (сюжетен) или ситактични конструкции (синтактичен). Когато двата елемента са и противопоставени, се получава контраст. Например двойката Яворови стихове с враг врагувам – мяра според мяра, / с благ благувам – вяра зарад вяра изгражда пълен синтактичен паралелизъм, в рамките на който е вграден и ярък смислов контраст.
Асонанс е стилистична фигура, която се състои в повторение на гласни звукове в стих, главно ударени, което създава усещане за вътрешна рима в рамките на стихотворението. Например в стихотворението „Хаджи Димитър“ на Ботев се среща асонанс с гласната е: 
„Настане вечер — месец изгрее,
звезди обсипят свода небесен;
гора зашуми, вятър повее, —
Балканът пее хайдушка песен!“
Алитерация е стилистична фигура, обратна на асонанса, при която една или няколко сходни съгласни се повтарят неколкократно в близки думи. Алитерацията се използва най-често в поезията, но също и в прозата, особено при кратки фрази. Пример: Рано е Радка ранила.
Етимологична фигура е синтактична конструкция, при която думи с еднакъв корен са свързани в израз.
Този похват е характерен както за фолклорните песни, така и за личното творчество, например: струна невеста РАНО ПОДРАНИ
Анафора е стилистична фигура, повторение на звукове, думи или синтактични конструкции в началото на два или повече стиха, строфи или изречения. Използва се, за да усили значението на конкретната дума или фраза, да придаде повече емоционалност и благозвучие на лириката
Епифора е стилистична фигура, обратна на анафората, която представлява повторение на еднакви думи или звуци в края на последователни стихове или фрази. Чрез епифора в поезията се постига и т.нар. „омонимична рима“. Често се среща в белите стихове.

### Фигури на мисълта
- Алюзия
- Ирония
- Сарказъм